# M.99式7公分山炮
M.99式7公分山炮（德語：7-cm-Gebirgskanone M. 99）是奧匈帝國斯柯達公司在19世紀末開發的山炮，它屬於奧匈帝國陸軍運用的第一世代現代化火炮，雖然奧匈帝國軍方認為其性能不足，對它的整體評價不高，但是因為後續引進新式火炮的進度遭到拖延，故在第一次世界大戰初期的作戰M.99式仍擔負重要角色。

## 簡介
法國在19世紀啟動了「速射炮革命」後，歐洲列強的軍隊被迫跟進這場技術革新之戰。奧匈帝國因此在19世紀末開始研製帶有制退復進機的現代化火炮。
由於奧匈帝國的工程師未取得液氣壓彈簧複合制退復進機的技術，斯柯達為火炮所安裝的制退復進機是奧匈帝國砲兵將領兼工程師阿爾弗雷德·雷德爾·馮·克羅巴查克所開發，安裝在火炮駐鋤上的半開放式彈簧缸，搭配偏心式斷續螺紋炮閂滿足後膛裝填與後座力吸收的目標，但由於奧匈帝國在19世紀末尚未掌握量產碳鋼炮管的技術，因此炮管材料採用的奧匈帝國特有的鋼青銅材質，搭配雙層炮管確保強度。炮架則使用碳鋼鋼板鉚接製成，配有可以調節火炮仰角的高低機，但不具備調節左右射角的功能，炮輪為傳統的木製輻射式車輪。
作為山炮，M.99式具有模組化拆運的設計，火炮主要可以分成三個總成：炮管、炮架、炮輪，由於重量較輕，每個總成的重量控制在100公斤左右，符合駝獸可以承擔的駝運承重上限。
火炮本身除了因為材質問題影響膛壓上限，進而限制了射程不如國外先進火炮外，其制退復進機並沒有辦法完整吸收火砲射擊時的後座力也是顯著問題，實際射擊時火炮仍然會向後退約1.5公尺，因此實際可用射速不超過每分鐘2發，雖然比沒有制退復進機的19世紀後期火炮要好，但與每分鐘15發以上射速的現代速射炮相較仍有顯著代差。此外，M.99山炮只配備傳統的直射瞄準鏡，未配置20世紀初開發的週視望遠鏡，因此僅能進行直射炮擊，無法作為間接射擊使用。
奧匈帝國在1902年至1904年量產此武器，取代了性能老舊的M.75式7公分山炮，三年間生產了300門，配賦給20個山炮營使用。奧匈帝國清楚火炮設計的落後，因此在20世紀初進行升級，稱為M.08與M.09式，升級型在保留火炮炮管之餘加裝了與炮身同步的管退式制退復進機與炮盾，但火炮總和重量增加到402公斤與456公斤，因此將火炮分解的總成分為4件與5件，以增加駝獸編制的方式維持其作戰機動性。但是在第一次世界大戰初期的塞爾維亞戰役中，已經證明了M.99式性能不如法國製造外銷給塞爾維亞的施耐德1912年式75公厘野戰炮，這使得奧匈帝國開戰後決心生產更先進的現代化火炮。
M.99式山炮使用的炮彈包括了鑄鐵榴彈和霰彈，皆配備了定時與觸發雙用引信，霰彈裝有216顆鉛製子彈頭，最大射程3,900公尺。